# Siniša Anđelković
Siniša Anđelković, né le 13 février 1986 à Kranj en Yougoslavie, est un footballeur international slovène qui joue au poste de défenseur central.

## Biographie

### Carrière en sélection
Il joue son premier match en équipe nationale le 9 février 2011 lors d'un match amical contre l'Albanie (victoire 2-1).
Au total il compte 5 sélections en équipe de Slovénie depuis 2011.

## Palmarès
NK Maribor
- Champion de Slovénie en 2011.
- Vainqueur de la Coupe de Slovénie en 2010.

 US Palerme
- Champion de Serie B en 2014.